# Muttenz
Muttenz (toponimo tedesco) è un comune svizzero di 17 723 abitanti del Canton Basilea Campagna, nel distretto di Arlesheim; ha lo status di città.

## Storia
Dal suo territorio nel 1875 è stata scorporata la località di Birsfelden, divenuta comune autonomo.

## Monumenti e luoghi d'interesse

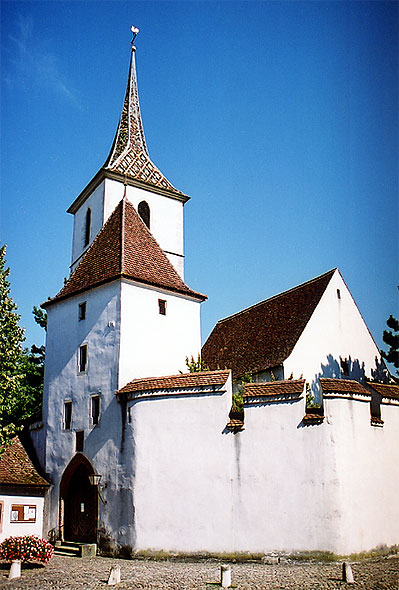
La chiesa riformata

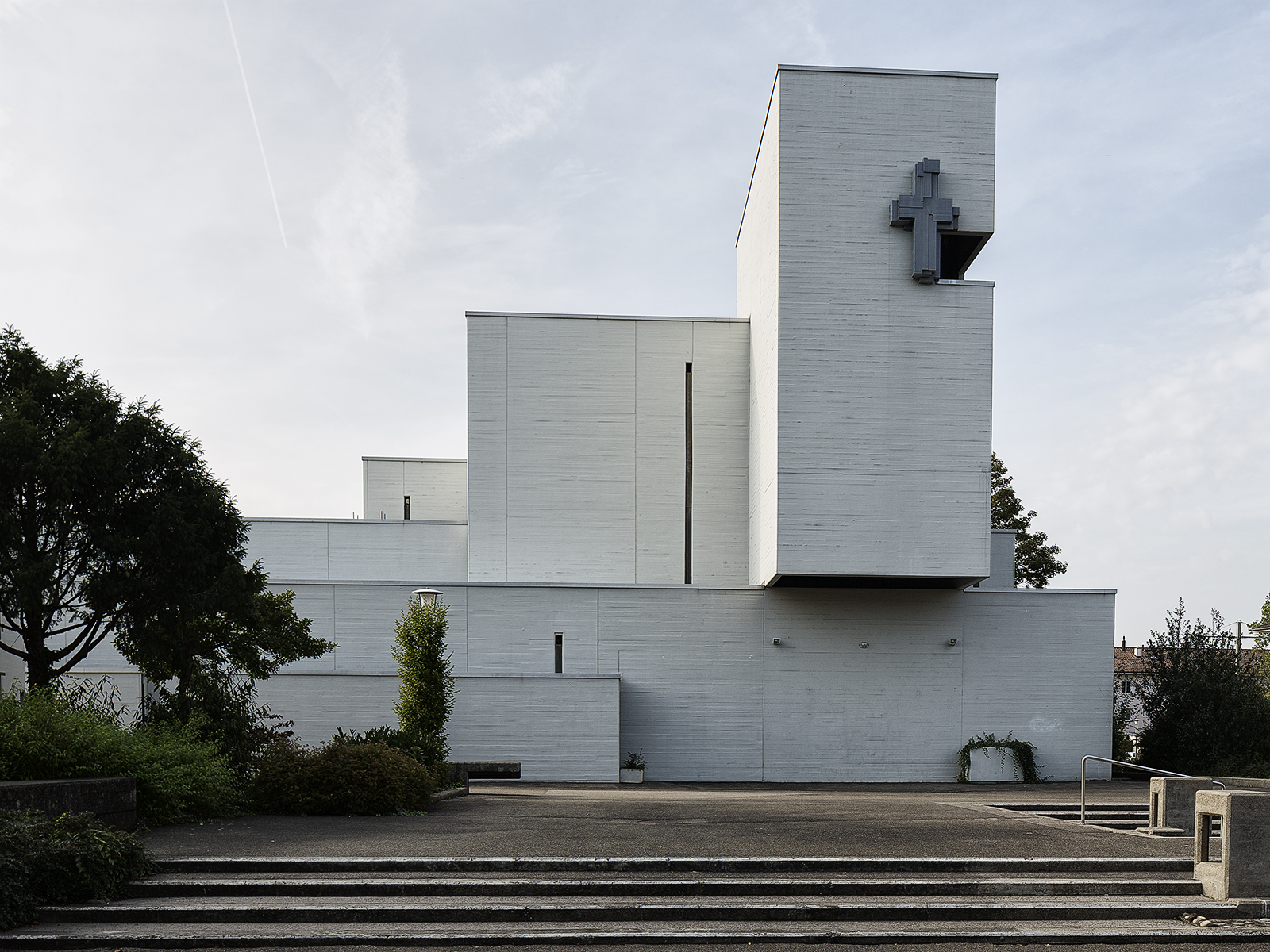
La chiesa cattolica di San Giovanni Maria Vianney

- Chiesa riformata (già di Sant'Arbogasto), eretta nel VI-VIII secolo e ricostruita nell'XI-XII secolo e nel XIV-XV secolo[1];
- Chiesa cattolica di San Giovanni Maria Vianney, eretta nel 1932 e ricostruita nel 1963-1965[1];
- Rovine di Wartenberg, fortezze erette dall'XI secolo[2].

## Società

### Evoluzione demografica
L'evoluzione demografica è riportata nella seguente tabella:
Abitanti censiti

## Infrastrutture e trasporti

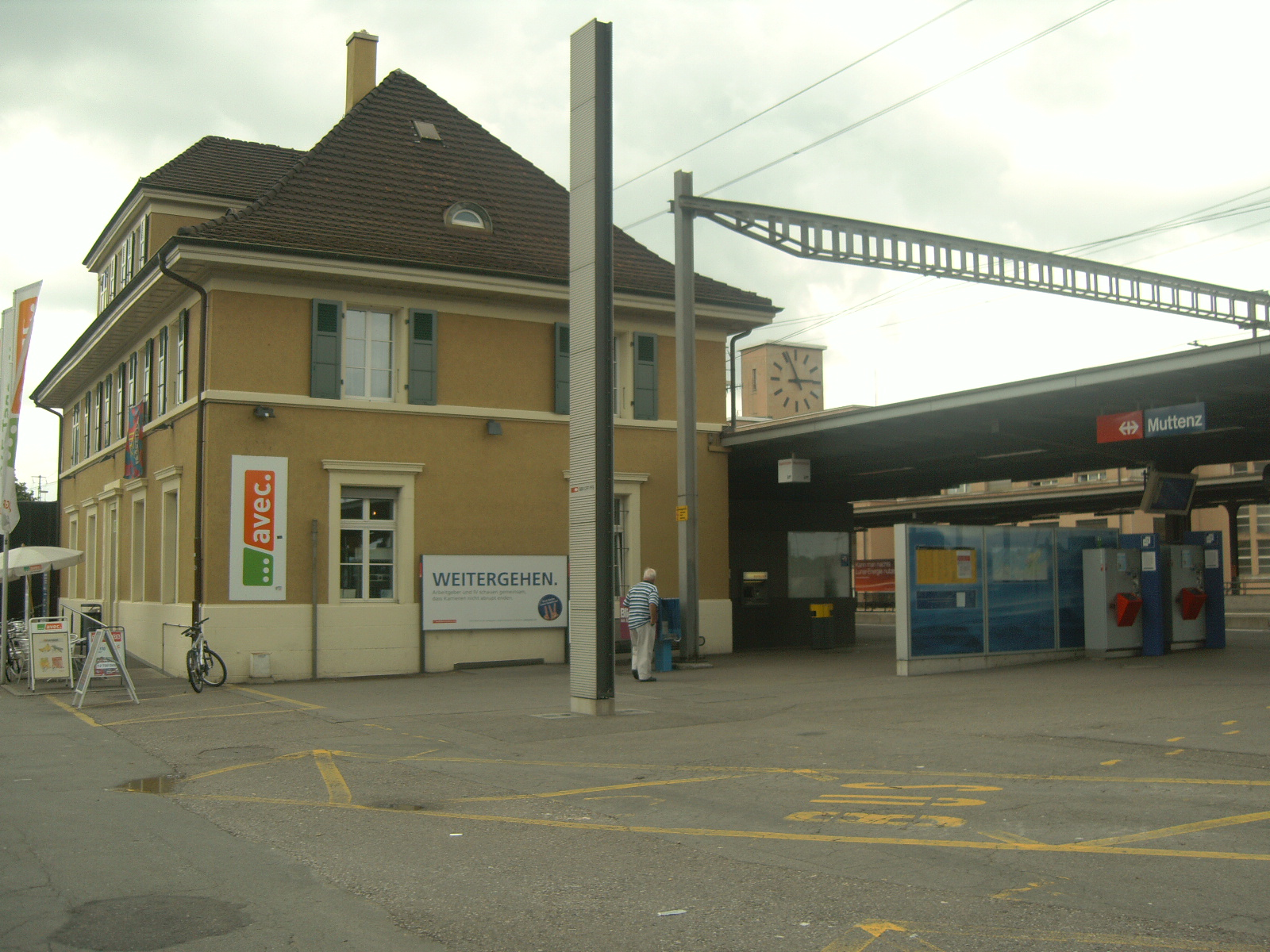
La stazione di Muttenz

Muttenz è servita dall'omonima stazione sulle ferrovie Basilea-Pratteln e Bözbergbahn.

## Amministrazione
Ogni famiglia originaria del luogo fa parte del cosiddetto comune patriziale e ha la responsabilità della manutenzione di ogni bene ricadente all'interno dei confini del comune.